# Asesinato de Arbildo Meléndez Grandez
El asesinato de Arbildo Meléndez Grandez, defensor ambiental, ocurrió el domingo 12 de abril del 2020, a fueras de la comunidad nativa Unipacuyacu, en el distrito de Codo del Pozuzo, provincia de Puerto Inca, región de Huánuco, ubicada entre límite con la región Ucayali.
El día de los hechos, el dirigente salió de casa con el fin de conseguir alimentos, quien desde el 26 de marzo de 2020 se encontraba junto con su familia en la Comunidad Nativa Santa Martha llevando a cabo tareas de reforestación y una ronda de vigilancia en el territorio comunal que se ve amenazado por invasores. Salió a cazar junto con Redy Rabel Ibarra Córdoba, un poblador de fuera de la Comunidad, unas horas después fue hallado muerto en medio del bosque con un disparo en el cuerpo.

## Antecedentes
El apu Arbildo Meléndez Grandez era jefe de la comunidad nativa Unipacuyacu, del pueblo amazónico kakataibo, y promovía la titulación de tierras de su comunidad que abarcaban 22 mil hectáreas en el distrito de Codo del Pozuzo. Consideraba este proceso como una prioridad urgente debido a las frecuentes amenazas e incursiones de mafias relacionadas con la usurpación de tierras y la tala ilegal.
Por su labor y defensa ambiental, Meléndez recibía hostigamientos, amedrentamientos y amenazas de muerte de parte de los colonos y traficantes de tierras en la zona. Toda esta situación había sido denunciada, pero no obtuvieron respuesta de las autoridades, indicó la Organización Regional Aidesep Ucayali (ORAU).
Menéndez Grandez ha encabezado en los últimos años las reivindicaciones de la Comunidad Nativa de Unipacuyacu para lograr la titulación de su territorio comunal y la protección de los bosques ante la deforestación y las actividades del narcotráfico en la zona.
La comunidad nativa Unipacuyacu fue reconocida en 1995 pero se encuentra en la etapa de demarcación de su territorio, primer paso para la titulación de este lugar que alberga unas 30 familias. Solo dos meses antes, el líder indígena había expuesto el problema de su comunidad y las constantes amenazas que recibían ante el relator especial por los derechos humanos de la ONU.

## Caso
Tras el asesinato de Arbildo Meléndez, el 14 de abril de 2020, Ibarra confesó a la policía haber disparado por confusión a Meléndez Grandez. Pero cinco días después fue liberado por el Juzgado de Investigación Preparatoria de Puerto Inca, en Huánuco, porque aparentemente no existía peligro de fuga y la solicitud de prisión preventiva fue desestimada.
La Fiscalía no apeló de inmediato el caso ya que no se presentaron pruebas adicionales. Algunas de estas pruebas eran, por ejemplo, el historial militar del asesino y el testimonio de testigos que indicaban su vinculación con invasores y traficantes de tierras. Uno de los testimonios alega incluso que el asesino Ibarra Córdoba había anunciado en varias ocasiones que mataría a Meléndez.

### Detención de Redy Ibarra
El 10 de enero de 2022, fue capturado el asesino confeso Redy Rabel Ibarra Córdoba por integrantes de la guardia indígena Kakataibo de la comunidad nativa Santa Clara, donde Ibarra es colono.
En junio de 2022, Redy Rabel Ibarra Córdoba, fue condenado a cuatro 4 años y 7 meses de prisión efectiva por homicidio de Arbildo Meléndez. El asesino alegó que confundió a la víctima con un animal de presa. El juez Jason Panduro del Águila del juzgado penal unipersonal de Puerto Inca consideró el argumento convincente.

## Comunicado a la Opinión pública de FENACOKA y ORAU
La Federación Nativa de Comunidades Kakataibo (FENACOKA), hacer de conocimiento a la opinión pública a nivel nacional e internacional.

Que el día 10 de enero del presente mes a horas 6 pm, la guardia indígena Kakataibo de la comunidad de Santa Marta ubicados en el distro de codo de Pozuzo y Provincia de Puerto Inca Región Huánuco, detuvieron a Rabel Ibarra Córdoba, quien es el asesino confesó de nuestro hermano Arbildo Meléndez , quien fue asesinado el 12 de abril del 2020
FENACOKA

La Organización Regional Aidesep Ucayali (ORAU), luego de las primeras 48 horas tras el suceso, emitió un pronunciamiento donde se indica que:

El supuesto testigo Redy Rabel Ibarra Córdova, quien auxilió e informó el hecho, se confesó a las autoridades competentes durante la investigación como autor material del asesinato del líder indígena Kakataibo.
ORAU

El documento también indica que Meléndez recibía hostigamientos, amedrentamientos y amenazas de muerte por parte de los colonos y traficantes de tierras en la zona, siendo denunciados algunos hechos pero sin recibir respuestas de las autoridades.